# 開臺聖王成功廟
開臺聖王成功廟，又稱台北鄭成功廟、是位於臺灣台北市劍潭山的鄭成功廟兼滎陽鄭氏宗祠，由世界鄭氏宗親總會出資興建，該會會址亦設於此。

## 建築
此建築為滎陽鄭氏宗祠暨鄭成功廟，建築資金及一千多坪的土地為世界鄭氏宗親總會與鄭姓宗親捐贈。1978年10月9日上午舉行破土典禮，由世界鄭氏宗親總會理事長鄭彥棻主持，建築師為其女婿朱祖明。
該建築在結構體完成後便停工，大約有10年處於毛胚屋狀態荒廢，後來才復工。1992年啟用，9月底舉行開光點睛安座典禮及祈安法會。在1998年報導時，因經費不足仍未竣工，已投下新台幣六千萬元建造成本。
主殿採現代主義與傳統中國宮殿式建築結合的風格，外觀頗似鄭成功畫像的帽沿或王大閎設計之國父紀念館。可見立柱與飛簷等中式建築元素，但去除雕梁畫棟、噴金鏤花等裝飾。設計此廟時，建築師說服建築風格不必完全仿造傳統廟宇，而是介於傳統與現代。他設計概念是儘量避免人工裝飾，運用自然和諧的外觀，拉近人與神的距離；以高而厚重的正殿、由外向內的屋簷層次，表現一種歡迎、保護的感覺；大殿採用天然光，讓人覺得光明正直；遍植樹木，用綠意消除人的緊張和焦慮。

## 觀光

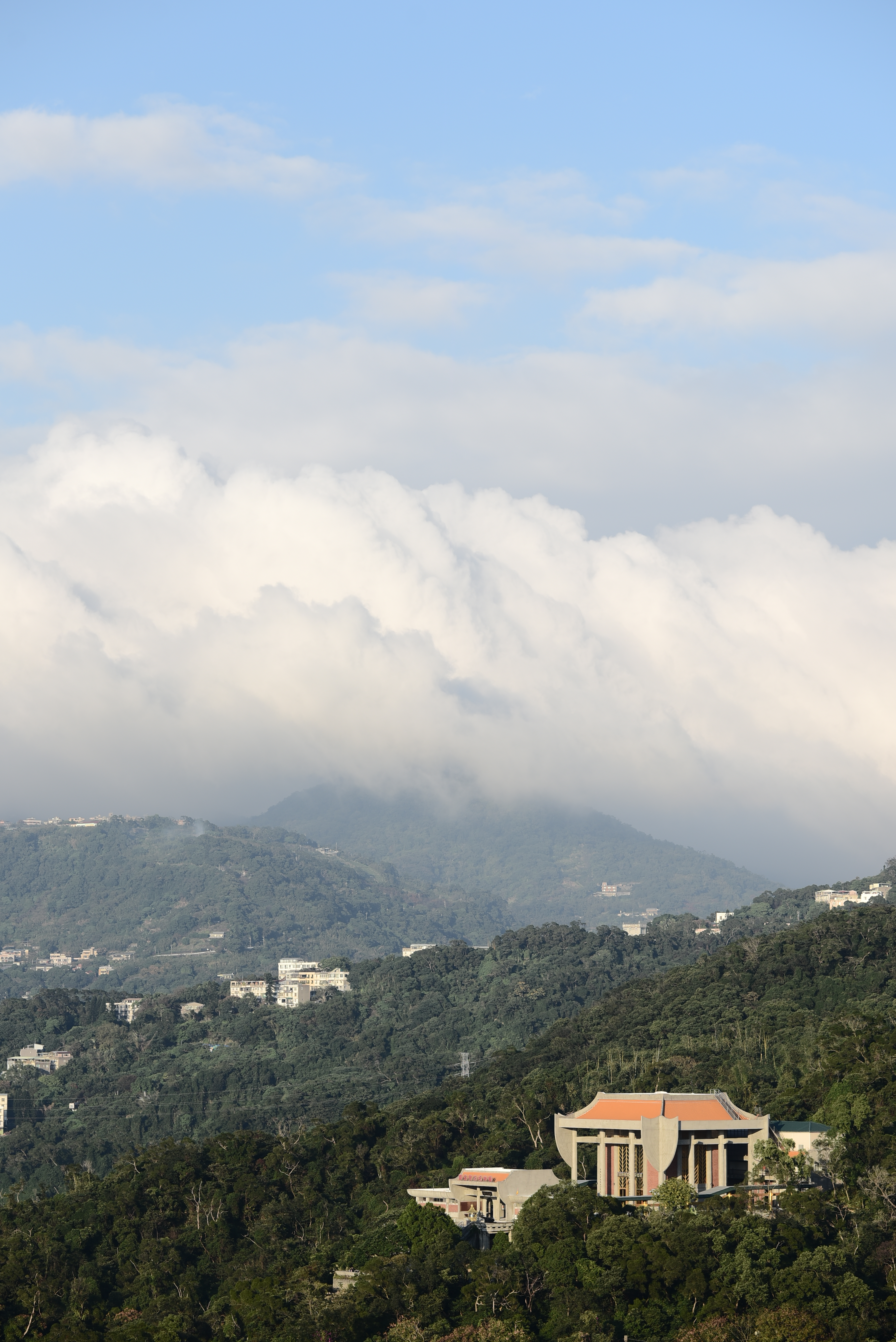
位於劍南山的國姓爺廟

該廟獨占山頭，周邊視野無礙，位於國立故宮博物院對面、連接士林區至善路及大直北安路的外雙溪劍南路山道。該路屬於臨溪里。1980年代末，尚未完工時，已常提供給電視綜藝節目拍攝外景用。到1990年代末，還是報媒推薦的台北市遊玩地點，更被台北市結婚攝影業者列為推薦的結婚紀念照外景之一。夜晚時綻放詭麗光彩，可鳥瞰大台北夜景。
因一段時間處於荒廢，牆壁斑駁、有大片黑青漏水霉漬，加上曾被散落冥紙、被不明人士滴蠟燭寫出鬼字，遂成了知名的夜遊探險勝地，傳出些夜遊的鬼故事，如廟前的石獅表情會變化等。後來2014年報導的《蘋果日報》記者與趨車探訪，發現已有管理員進駐，環境較昔日整潔明亮，許多殘舊破敗之處均已清理修繕，傍晚時入口處也會關門。
對於鬧鬼之說，新北市議員鄭金隆表示早設有管理員與維護環境整潔；也透露許多宗親聽到傳聞都有點氣憤。他指出傳聞廟前石獅面容會從莊嚴變得猙獰根本是無稽之談；鄭成功廟絕非陰廟，亦不陰森。

## 照片集

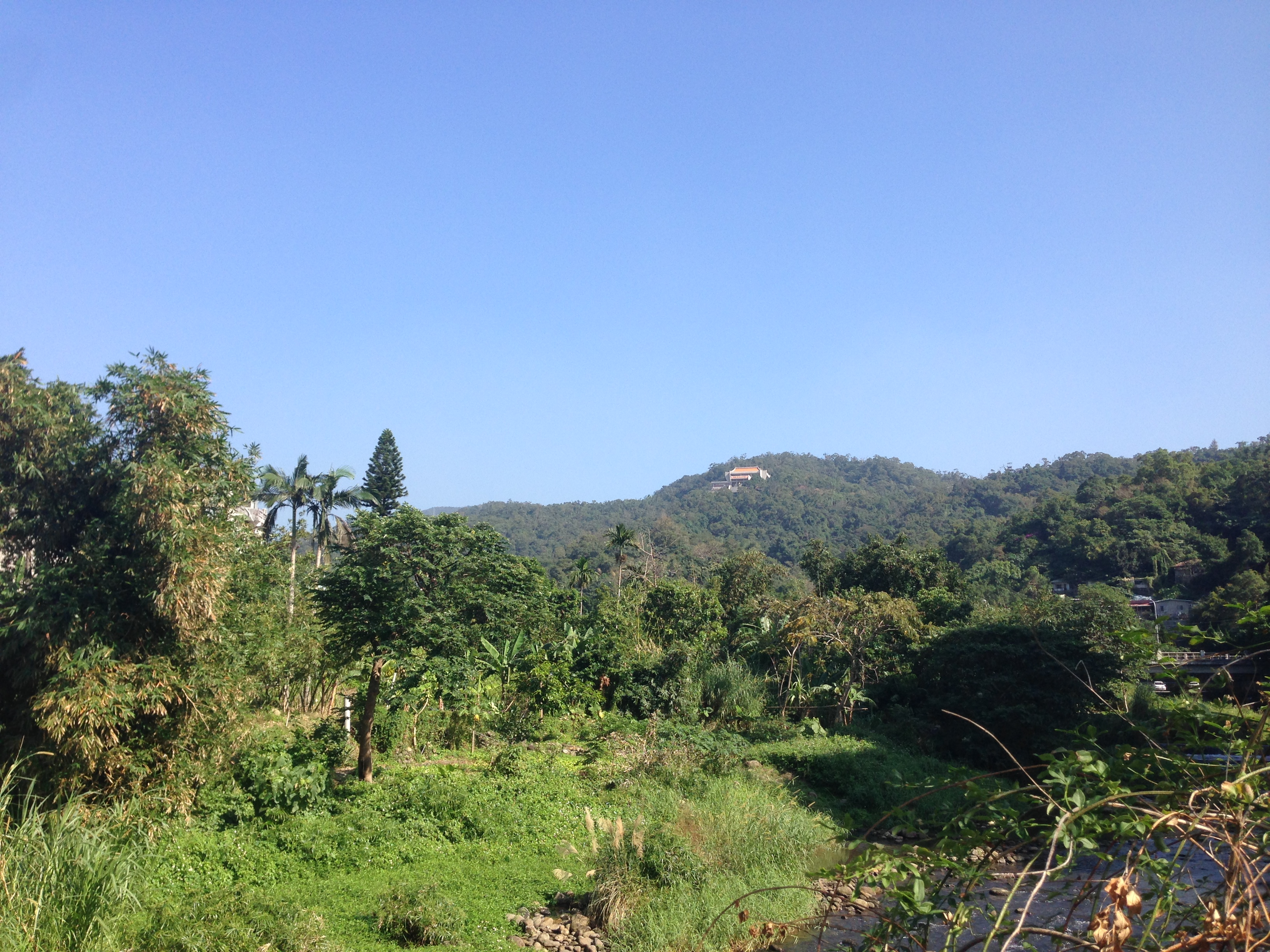
從東吳大學遠見此廟。
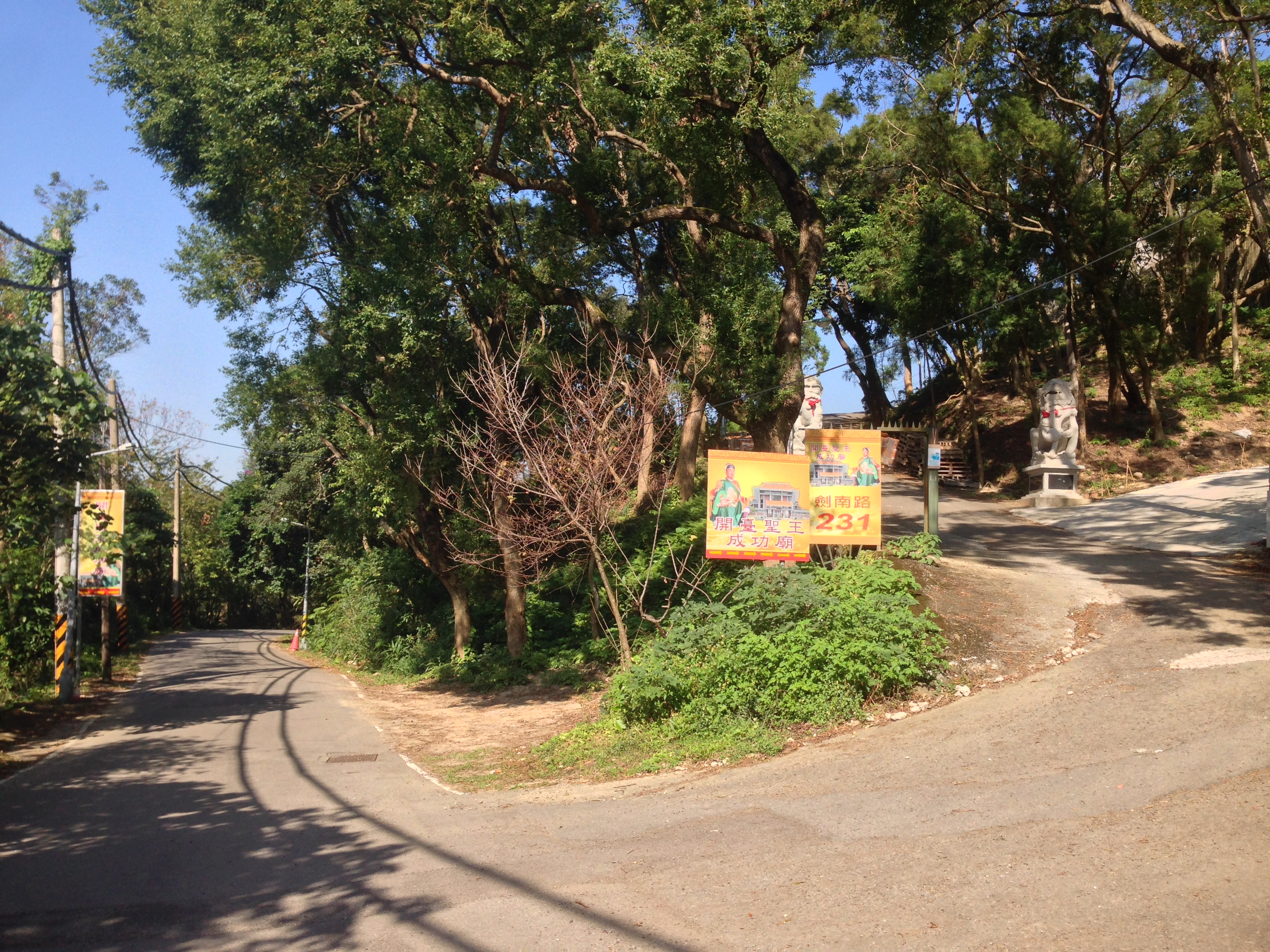
地址為劍南路231號的入口。
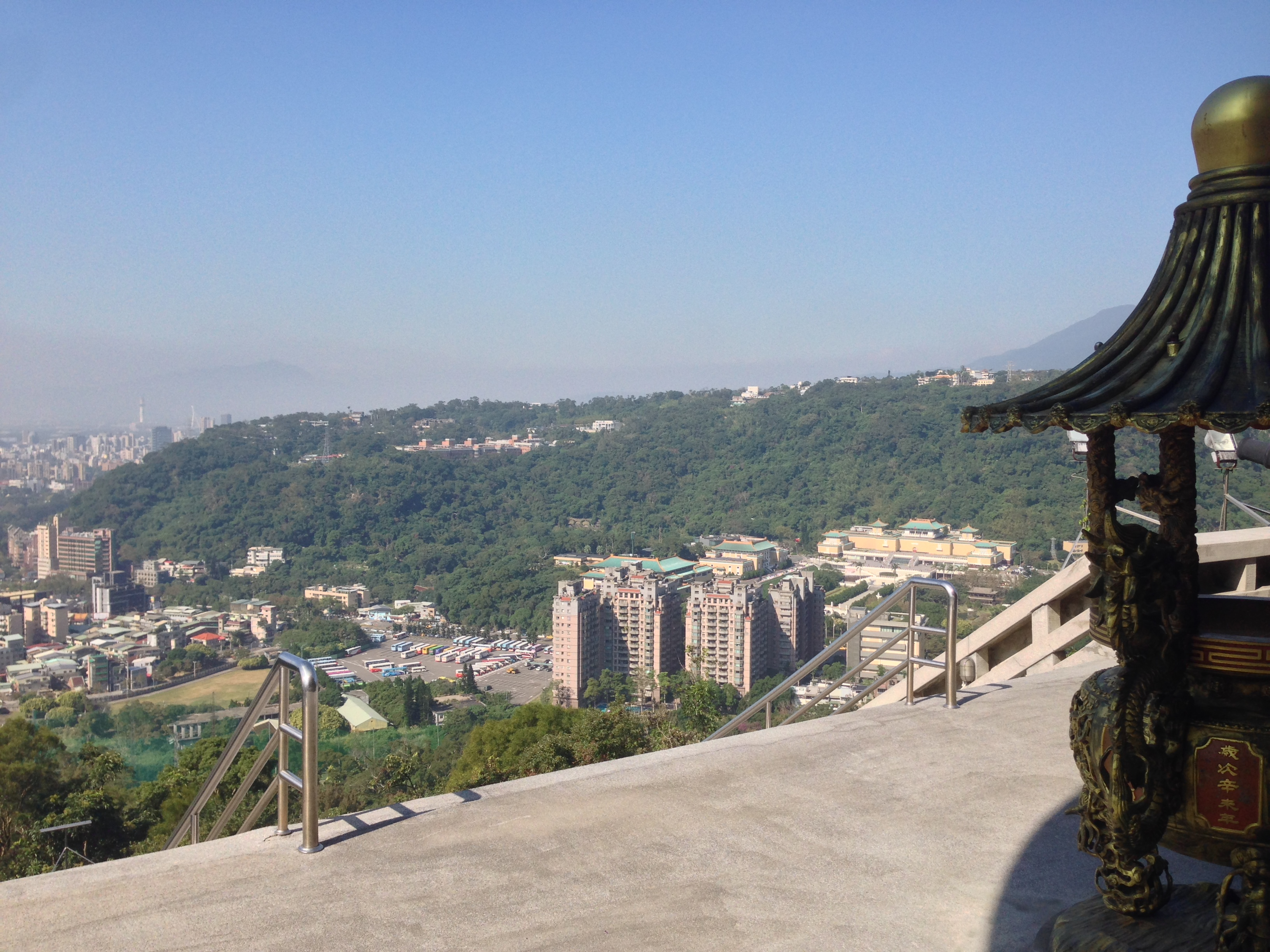
在前殿鳥瞰國立故宮博物院。
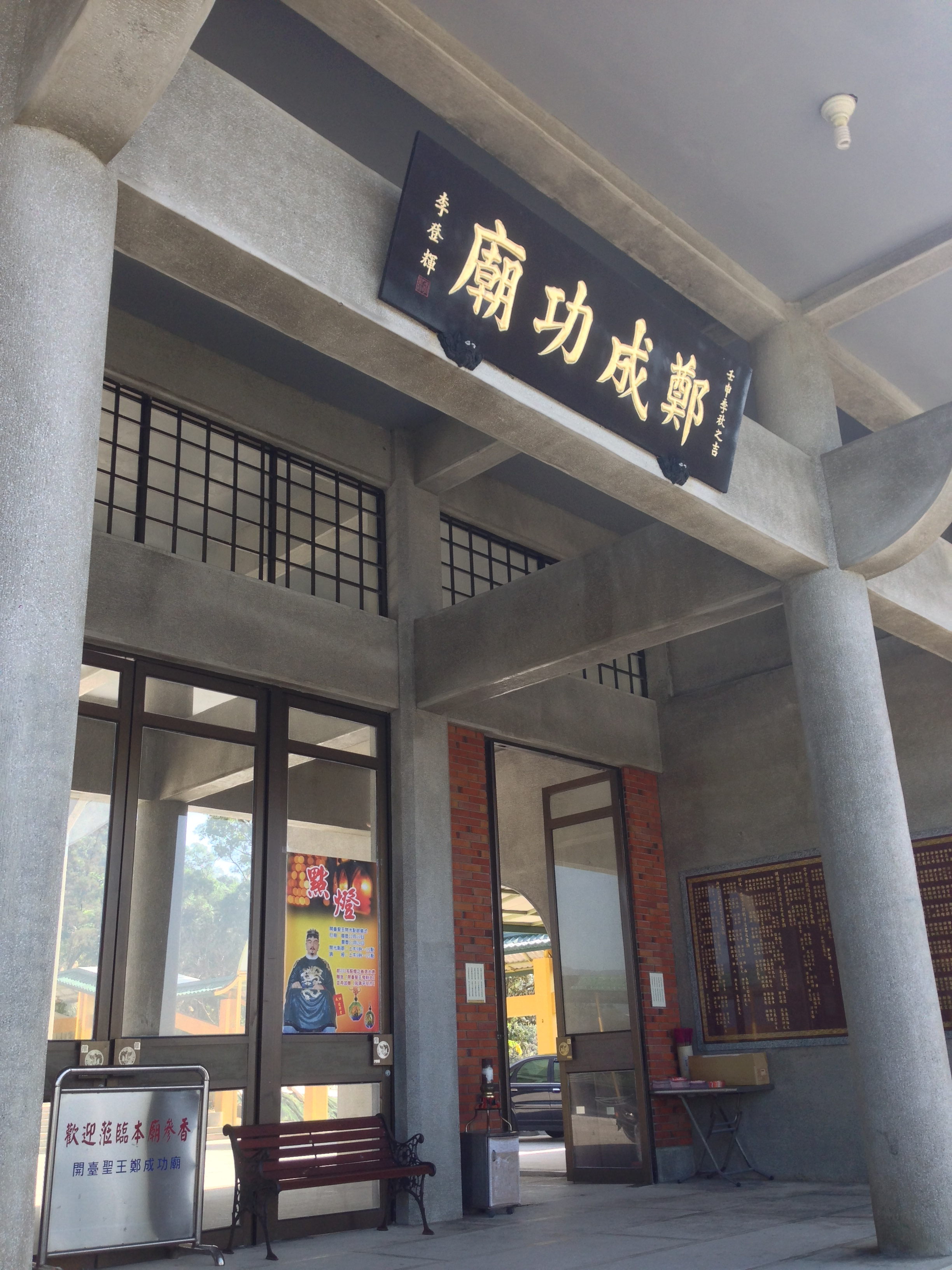
「鄭成功廟」匾額
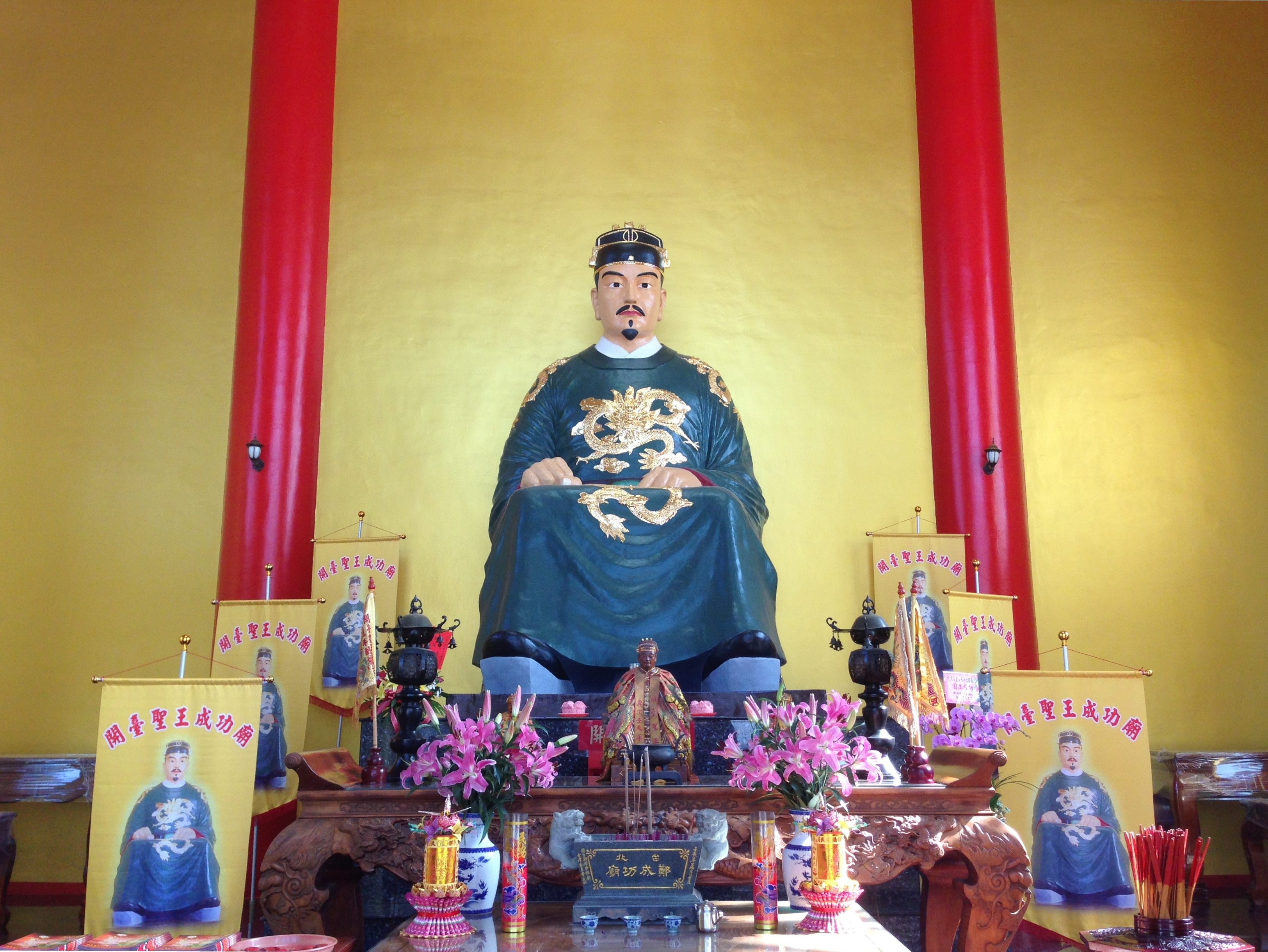
神像，前面香爐寫「台北鄭成功廟」。
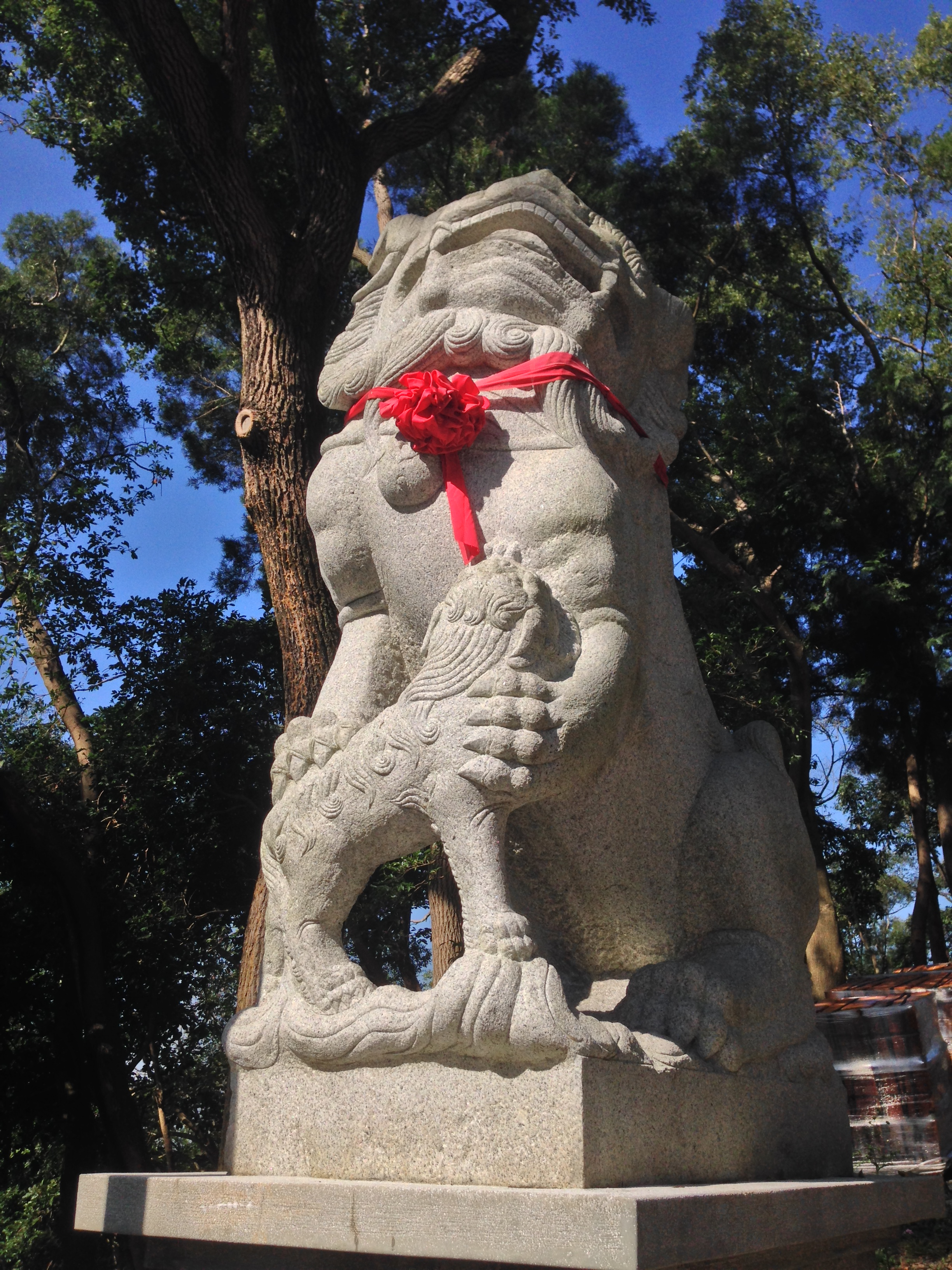
石獅